# Xbacab
Xbacab är en ort i Mexiko.   Den ligger i kommunen Seybaplaya och delstaten Campeche, i den östra delen av landet, 900 km öster om huvudstaden Mexico City. Xbacab ligger 21 meter över havet och antalet invånare är 1 649.
Terrängen runt Xbacab är platt. Runt Xbacab är det glesbefolkat, med 11 invånare per kvadratkilometer. Xbacab är det största samhället i trakten. I omgivningarna runt Xbacab växer i huvudsak lövfällande lövskog.